# Trachyteleia hispida
Trachyteleia hispida är en svampdjursart som först beskrevs av James Scott Bowerbank 1873.  Trachyteleia hispida ingår i släktet Trachyteleia och familjen Polymastiidae. Inga underarter finns listade i Catalogue of Life.